# Giuseppe Zigaina
Giuseppe Zigaina (Cervignano del Friuli, 2 aprile 1924 – Palmanova, 16 aprile 2015) è stato un pittore e saggista italiano.

## Biografia

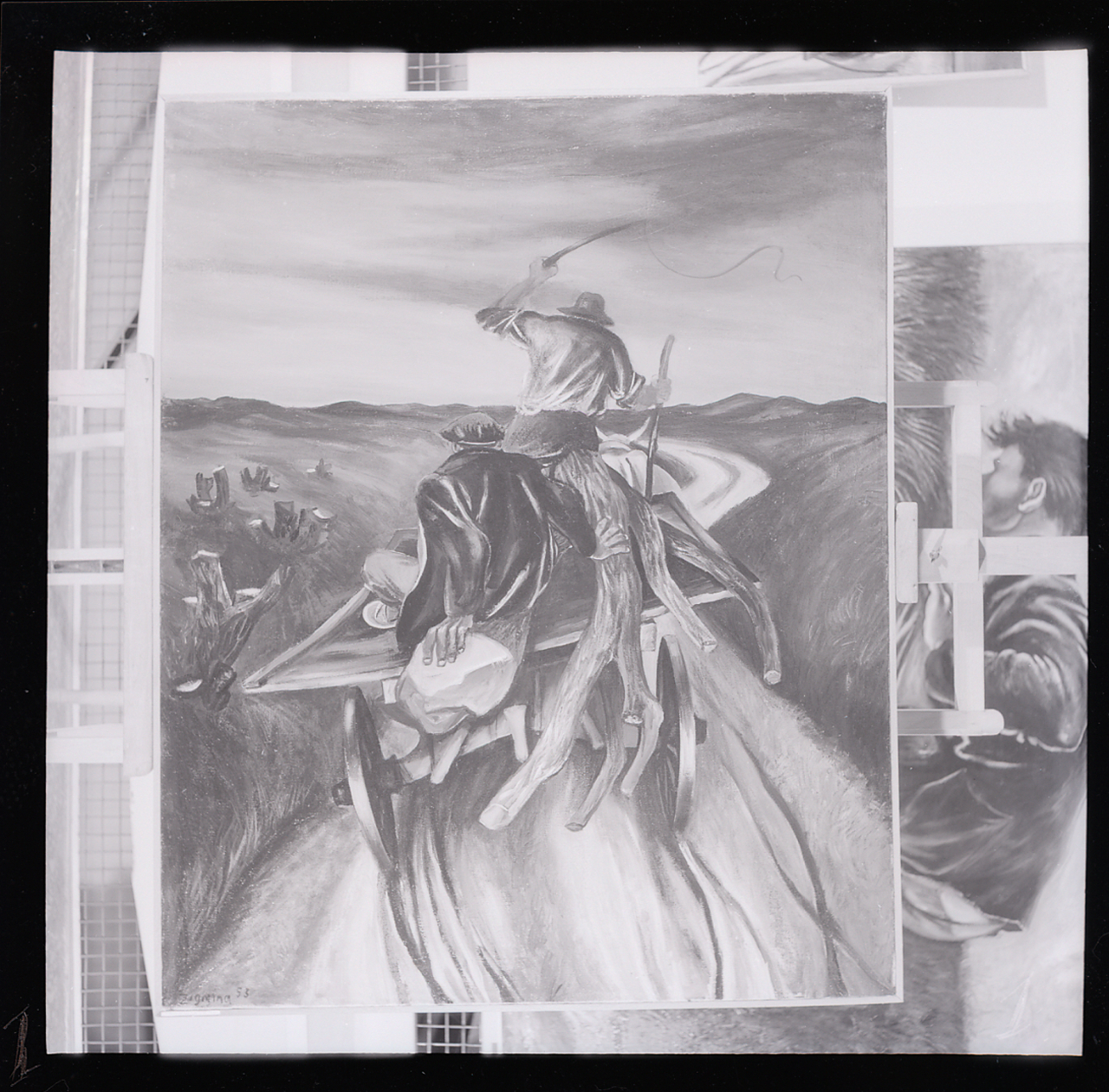
Un dipinto di Zigaina. Foto di Paolo Monti, 1960

Giuseppe Zigaina nel film Il Decameron (1971)

Nato e cresciuto a Cervignano del Friuli, in provincia di Udine, da Guido, falegname, e Lia, sarta, nel 1934 entra nel collegio di Tolmino (oggi Tolmin, in Slovenia), restandovi fino all'armistizio di Cassibile del 1943. Fondamentale per lui l'incontro, nel 1946, con Pier Paolo Pasolini, con cui stabilisce profondi legami sia umani che artistici destinati a sopravvivere alla morte del poeta. Nel 1949 espone a Roma alla Galleria d'Arte Moderna. Nello stesso anno realizza tredici disegni per una raccolta di poesie dell'amico Pier Paolo Pasolini intitolato Dov'è la mia Patria edita dall'Academiuta di Lenga Furlana di Casarsa della Delizia, il paese natale della madre del poeta, in Friuli, presso Pordenone. Ancora nel 1949, dall'8 al 21 giugno, si tiene una personale di Zigaina presso la Galleria Bevilacqua La Masa in piazza San Marco, a Venezia: il dépliant della mostra, pubblicato dalle Arti Grafiche Fratelli Cosarini di Pordenone, ospita un testo introduttivo firmato da Pasolini. Nel 1953 dirige il lungometraggio 1953: primo maggio a Cervignano, diffuso dalla RAI TV.
1957 Pasolini scrive per l'amico Zigaina il poemetto Quadri friulani contenuto nel volume Le ceneri di Gramsci. Nel 1958 per la casa editrice tedesca Volk und Welt esegue cinquantadue disegni per Pisana oder Bekenntnisse eines Achtzigjahrigen, traduzione tedesca delle Confessioni di un ottuagenario di Ippolito Nievo.
1962 Viene invitato a far parte della Società Europea di Cultura e dell'Accademia di San Luca di Roma.
Nel 1963 una sua opera viene esposta alla mostra Contemporary Italian Paintings, allestita in alcune città australiane. Nel 1963-64 espone alla mostra Peintures italiennes d'aujourd'hui, organizzata in medio oriente e in nordafrica.
1968 Collabora al film Teorema di Pier Paolo Pasolini.
1971 Pasolini gli affida la parte del frate santo nel Decameron.
1984 Inizia un periodo di insegnamento all'Art Institute di San Francisco e presenta ufficialmente alla Berkeley University la sua teoria rivoluzionaria sulla morte/linguaggio di Pasolini.
1987 Esce il primo libro su Pier Paolo Pasolini, Pasolini e la morte. Mito, alchimia e semantica del "nulla lucente", Venezia, Marsilio Editori.
1992 Per il Centro Andaluz de Teatro di Siviglia realizza la supervisione alla regia di Orgia dell'amico Pasolini.
1995 La casa editrice Electa gli dedica una monografia in due volumi dedicata alla pittura e all'opera incisoria curata da Marco Goldin. Marsilio editore gli pubblica Hostia. Trilogia della morte di Pier Paolo Pasolini e quattordici racconti autobiografici intitolati Verso la laguna. 
1999 Marsilio pubblica il pamphlet Pasolini: Un'idea di stile: uno stilo. 
2000 Esce Temi e treni di Pier Paolo Pasolini. Un giallo puramente intellettuale, editore La Scaletta.
2000 Il 31 ottobre, ai microfoni di Radio Radicale, Zigaina rievoca le circostanze della scomparsa di Pier Paolo Pasolini. Dal confronto con la simbologia presente in gran parte delle sue opere egli ha dedotto che Pasolini ha «progettato per quindici anni la sua morte»
2001 Udine, le edizioni del Tavolo Rosso pubblicano un libro d'arte in cinquanta esemplari Giuseppe Zigaina per Friederike Mayrocker con tre acqueforti per ciascuno dei tre autori. 
Si deve a Zigaina la supervisione alla regia di Orgia per il Centro Andaluz de Teatro di Siviglia.

Zigaina è stato accolto nella Bayerische Akademie der Schönen Künster di Monaco per il suo lavoro di ricerca su Pier Paolo Pasolini, oltre che per la sua attività di pittore.

## Riconoscimenti
Nel 1948 vince il premio nazionale Diomira per il disegno.
Nel 1949 vince il premio ISA.
Nel 1950 ottiene il premio Fontanesi alla XXV Biennale internazionale d'arte di Venezia.
Nel 1960 ottiene il premio Ginori per la personale alla XXX Biennale internazionale d'arte di Venezia.
Nel 1974 vince il premio speciale della Biennale internazionale della grafica di Firenze.
Nel 1980 vince il premio speciale della giuria della IV Biennale internazionale della grafica di Mulhouse.
Nel 1990 riceve il Premio Masi per la cultura.
Nel 1992 vince il Grand prix Alpe Adria di Lubiana.
Nel 1998 gli è conferito il Premio Terni per la cultura.

## Opere letterarie
- Pasolini e la morte. Mito, alchimia e semantica del nulla lucente (1987).
- Pasolini tra enigma e profezia (1989).
- Pasolini e l'abiura (1994).
- Hostia. Trilogia della morte di Pier Paolo Pasolini (1995).
- Verso la laguna (1995).
- Pasolini. Un'idea di stile: uno stilo (1999).
- Temi e treni di Pier Paolo Pasolini (2000).
- Mio padre l'ariete (2001).
- Pasolini e il suo nuovo teatro, "senza anteprime né prime né repliche" (2003).
- Pasolini e la morte. Un giallo puramente intellettuale (2005).